# Charles-François Nivard
Ne doit pas être confondu avec François Nivard Charles Joseph d'Hénin.
Charles-François Nivard est un peintre français né le 22 avril 1739 à Nancy et mort le 6 janvier 1821 à Versailles. 

## Biographie
Charles François Nivard naît le 22 avril 1739 dans une modeste famille nancéienne, de Pierre-Nicolas Nivard (1716-1762), maître tisserant, et d'Anne Ladmiral (1696-1776). Marié, il commence à peindre et déménage à Paris pour mieux vendre ses toiles. Il y rencontre Simon-Mathurin Lantara qui lui apprend de nombreuses techniques, notamment pour peindre les effets de lumière, le ciel et les nuages. En 1783, il est agréé par l'Académie royale de peinture et le succès vient. Il débute au Salon la même année.
Le 14 novembre 1763 à Nancy, paroisse Saint-Epvre (Meurthe-et-Moselle), il épouse Marguerite Henry, née le 11 décembre 1741 à Nancy et morte le 20 novembre 1804 dans la même ville. Il adhère publiquement aux idées révolutionnaires et date ses tableaux selon le calendrier républicain. Il est un des premiers bénéficiaires de la loi autorisant le divorce en France, se séparant le 10 novembre de sa femme Marguerite Henry, dont il a eu quatre enfants, tous nés et morts à Nancy : Joseph né le 3 avril 1764, Thérèse née le 23 novembre 1765 et morte le 18 mai 1842, Marie Anne née le 6 août 1767 et morte le 3 octobre 1767, et Marie Margueritte née le 13 mai 1769 et morte le 26 janvier 1776. Il part rejoindre à Villeneuve-le-Roi sa maîtresse Marguerite Adelaïde Poilleux, née à Beauvais et morte le 4 mai 1810 à Versailles, qu'il épouse dès le 19 novembre 1792 et dont ils auront trois filles toutes nées à Villeneuve-le-Roi : Charlotte Adélaïde née vers mars 1787 et morte le 22 octobre 1787 à Vaumort, Adélaïde Jeanne Charlotte née le 11 mai 1789 et Anne-Fédérée née le 27 juillet 1790. 
Les deux dernières filles de Charles-François Nivard resteront célibataires. Leur père avait fait une déclaration, le 26 août 1820, devant Bouant Simonat, notaire à Versailles, « pour rendre hommage à la vérité et éviter toutes contestations après son décès ». La seule ressource qu'il a, dit-il, consiste dans une indemnité annuelle de 400 francs, représentative de son droit au logement au palais du Louvre, comme membre de l'Académie royale de peinture. Il déclare que « cette somme étant insuffisante pour fournir à ses besoins, à cause surtout de l'état de cécité dans lequel il est depuis plusieurs années, il se trouve à la charge de Melles Adélaïde-Jeanne-Charlotte Nivard et Anne-Fédérée Nivard, ses enfants, et de feu dame Marguerite-Adélaïde Poilleux, son épouse, qui n'ont cessé de lui prodiguer tous leurs soins ».

## Œuvre

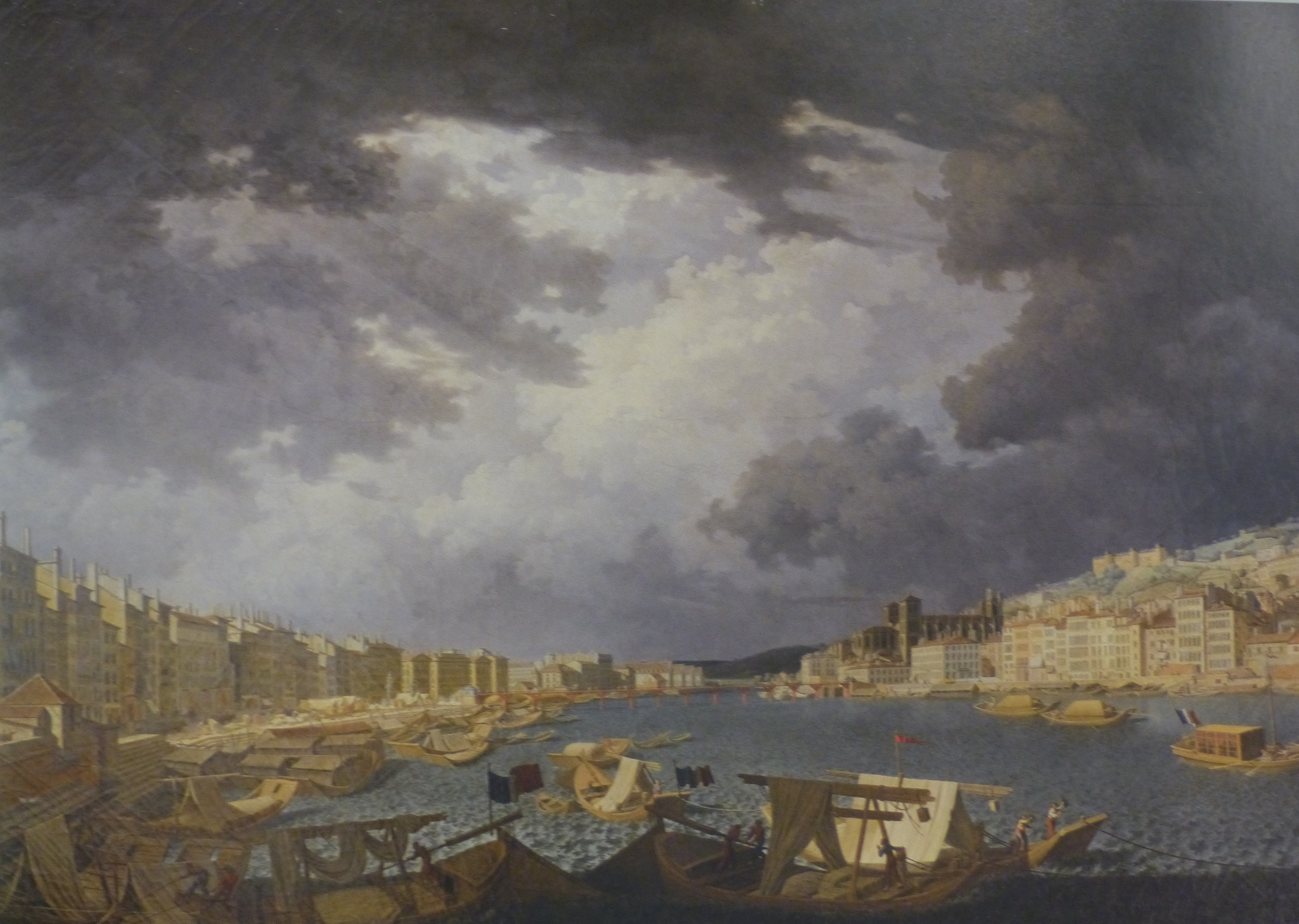
Vue perspective des bords de la Saône à Lyon en 1804 (1804), Lyon, musées Gadagne.

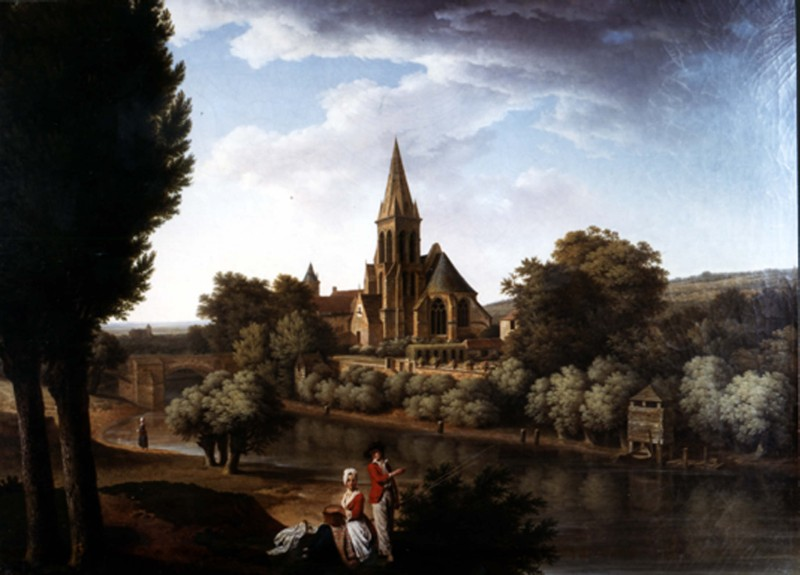
Pêcheurs sur une rivière, Fondation Cariplo.

Les tableaux de Charles-François Nivard sont inspirés des thèmes en vogue à la fin du XVIIIe siècle : nombreux paysages champêtres, scènes villageoises, ruines antiques ou décors urbains. On lui connaît en particulier deux grandes vues des bords des fleuves de Lyon, l'une de la Saône et l'autre du Rhône, datées de 1804 et conservées aux musées Gadagne, ainsi qu'une vue de Paris prise du Pont-au-Change.
Dans les années qui suivent, il travaille beaucoup et expose régulièrement au Salon jusqu’en 1804.
Ses tableaux étaient très appréciés des amateurs et sont présents dans les collections du duc de la Rochefoucauld, du marquis de Ségur ou celle du marquis de Montesquiou. La plupart de ses acheteurs possédaient des propriétés dans le Beauvaisis, ce qui explique la prédilection de l'artiste pour cette région.

### Expositions aux Salons
- 1783 : Vue du château et village de Maupertuis en Brie et d'une partie d'un jardin appelé l'Elisée ; Vue d'une ferme en Beauvoisis ; Vue d'un château en Lorraine ; Vue de l'église de Maricel, à une lieue de Beauvais ; Vue d'une chaumière en Beauvoisis ; Église gothique (gouache) ; Port d'une rivière (gouache) ; Moulin appelé Echalas, près de Saint-Denys (gouache).
- 1785 : Un pays montueux, au soleil levant ; Vue du château de la baronnie de Mello ; Vue des environs de Mello' ; Pays montueux d'après nature à la suite d'un orage.
- 1787 : Un paysage dans le genre héroïque ; Paysage au soleil couchant ; Vue de l'église de Saint-Evremond à Creille ; Paysage où la violence du vent est exprimée ; Deux paysages de forme ronde : un matin, un soir ; Effet de soleil dans un temps couvert.
- 1789 : Paysage dans le genre héroïque ; Paysage au soleil couchant, on y voit un chasseur endormi ; Vue du Château de Mello en Beauvoisis ; Paysage montueux au soleil couchant ; Deux paysages : un clair de lune et un matin ; 'Effet de soleil dans un temps couvert ; Paysage où le ciel, après la pluie, commence à s'éclaircir, les nuages se dissipant d'un côté produisent un effet de soleil sur un port que l'on aperçoit, le devant est occupé par une sorte de tente qui sert d'abri aux marins et aux marchandises ; Paysage peint sur bois à la gouache, on y voit les débris d'une ancienne ville, sous la porte de laquelle passe un régiment.
- 1791 : Paysage orné de figures et d'animaux ; Paysage ; Paysage avec figures.
- 1804 : Procession du culte catholique à la campagne ; Fête de village où se tient une foire ; L'Amusement des villageois les jours de repos ; Lever de lune sur un port de mer ; Effet de soleil éclairant en partie une ville placée en amphithéâtre ; Des monuments antiques, premier plan éclairé du soleil.
- 1806 : Vue de la Ville de Lyon, l'une sur le Rhône, l'autre sur la Saône, ces deux tableaux sont conservés à Lyon aux musées Gadagne ; Paysage représentant le matin.

### Anciennes collections particulières référencées
- Collection Didot : Paysage, temps nébuleux, vente de 1814, tableau adjugé 62 francs[9].
- Collection Duclos-Dufresnoy, notaire à Paris de 1763 à 1791[10] :
  - no 70 : deux vues de campagne prises dans les environs de Chantilly, la première est coupée de bois et d'étangs, dans le fond on aperçois le village et le château de Mello, sur le devant, à travers des masses d'arbres, une église, dont on voit le clocher, quelques figures et des moutons sont près de là. Dans la seconde on distingue un monument antique au bord d'une rivière et un chasseur endormi près duquel un jeune garçon retient un chien en laisse. ces riches compositions sont exécutées avec soins ;
  - no 71 : vue d'une église et de quelques fabriques, entourées de masses de paysages. De grands arbres se détachent sur un ciel clair et quelques figures ornent le devant, des montagnes couvertes de bois occupent les plans suivants et terminent le fond. Ce tableaux harmonieux est d'une touche libre ;
  - no 72 : un village entouré de saules et bordé d'une rivière au bord de laquelle une paysanne est assise près d'un pêcheur ;
  - no 73 : vue d'un port de mer enrichi d'architecture, sur le devant, des hommes sont occupés à des travaux de débarquement ;
  - no 74 : un paysage, la droite est occupée par une porte de ville ruinée. Près de là on voit une cascade et sur le devant une petite rivière, le fond est terminé par une vaste étendue. Ce tableau est orné de quelques figures ;
  - no 75 : deux petits paysages, le premier avec bâtiments à tourelles, on voit dans le second une forêt bordée par une rivière. Ils sont ornés de quelques figures ;
  - no 76 : deux tableaux : l'un offre un clair de lune, des paysans se voyant sur le devant. L'autre présente une vaste étendue de pays enrichie de rochers, cascades et figures ;
  - no 77 : deux autres paysages de sites montueux, ornés d'architecture, ruines et figures ;
  - no 78 : deux vues des campagnes de Mello à travers une vaste étendue de bois et d'étangs, on distingue le château et le village, quelques figures et animaux occupent les différents plans de ces tableaux ;
  - no 79 : deux paysages, l'un avec rochers enrichis de cascades qui tombe dans une rivière bordée de saules, à travers lesquels on aperçoit des restes d'aqueducs et autres monuments antiques. Le pendant offre une église et l'entrée du village, ils sont ornés de figures et animaux ;
  - no 80 : une vue de Mello, prise par un temps couvert, le château et le village s'y voient entourés de saules, sur le devant un pâtre et une jeune fille gardent des moutons ;
  - no 81 : deux petits paysage, ont voit dans l'un, au bas d'une forteresse, des aqueducs et une cascade, l'autre offre une vaste étendue de pays coupée de rivières, ils sont enrichis de quelques figures ;
  - no 82 : deux petits paysages coupés de rivières et ornés d'architecture et de figures.